# Grubbia
Grubbia P.J.Bergius, 1767 è un genere di piante angiosperme dell'ordine Cornales, unico genere della famiglia Grubbiaceae Endl. ex Meisn., 1841.

## Distribuzione e habitat
Il genere è endemico del Sudafrica.

## Tassonomia
Il genere comprende le seguenti specie:
- Grubbia rosmarinifolia P.J.Bergius
- Grubbia rourkei Carlquist
- Grubbia tomentosa (Thunb.) Harms